# Association des sourds du Canada
L'Association des sourds du Canada en français ASC (pour les canadiens francophones) ou Canadian association of the deaf en anglais CAD est une organisation non-gouvernementale canadien qui agit avec les associations nationales de sourds, en soutenant les personnes sourdes qui utilisent la langue des signes américaine ou/et la Langue des signes québécoise ainsi que de leurs familles et amis. Elle est fondée en 1940 par trois associations régionales pour les Sourds. Elle représente 300 000 sourds Canadiens.

## But
« Protéger et promouvoir les droits, besoins et préoccupations des personnes sourdes au Canada »

## Histoire
En 2003, l'association des sourds du Canada a accueilli le 14 congrès mondial de la Fédération mondiale des sourds à Montréal.